# Konkurrenslag
Se konkurrenslagen för svensk konkurrenslag.
Konkurrenslagar är lagar som syftar till att främja konkurrens mellan näringsidkare, bland annat genom att hindra marknadsmisslyckanden som karteller och monopol. Konkurrenslagar är viktiga i en modern marknadsekonomi och förespråkas bland annat inom ordoliberalism.
I USA, där problemet med kartellbildning först visade sig tillkom också de första antitrustlagarna i form av Sherman Act 1890 och Clayton Act 1914. I Västeuropa dröjde det till efter andra världskriget innan en striktare lagstiftning mot monopol och karteller tillkom, här spelade den amerikanska lagstiftningen en viktig roll för utformning bland annat av de tyska och japanska lagarna.